# Baryceros scutellaris
Baryceros scutellaris is een insect dat behoort tot de orde vliesvleugeligen (Hymenoptera) en de familie van de gewone sluipwespen (Ichneumonidae). De wetenschappelijke naam van de soort werd voor het eerst geldig gepubliceerd door Szepligeti in 1916. De Baryceros scutellaris  hoort tot de stam; Arthropoda (Geleedpotigen).